# 本溪市体育馆
41°19′11.52″N 123°49′21.97″E / 41.3198667°N 123.8227694°E
本溪市体育馆是位于中华人民共和国辽宁省本溪市的一座综合体育馆。

## 概况
本溪市体育馆于2008年竣工，2009年5月7日正式投入使用。体育馆位于本溪市明山区小堡，建筑规划用地9.64万平方米，室外广场面积3.24万平方米，室外停车位730个，主体馆拥有座位6522个，设有主体育馆和训练馆、全民健身场所及商业服务等设施。自落成以来，本溪体育馆先后承办了中澳国际女篮挑战赛、中澳国际男篮挑战赛、中国乒乓球超级联赛、中国男子排球联赛和中华人民共和国第十二届全国运动会等多项国际国内赛事。2011年至2018年，本溪体育馆也是中国男子篮球职业联赛（CBA）辽宁队的主场。